# Parti du peuple algérien
Pour les articles homonymes, voir PPA.
Le Parti du peuple algérien (PPA) a été fondé le 11 mars 1937 par Messali Hadj en France, après l'interdiction de l'Étoile nord-africaine (ENA). Ce nouveau parti a maintenu la direction, les structures et les objectifs de l'ENA.
L'Étoile nord-africaine venait d'être interdite — sous le Front populaire au pouvoir à l'époque — parce qu’elle était considérée comme une menace pour l'autorité de l'État.
En 1938, le PPA se positionne en faveur de l'émancipation du peuple algérien.
Être algérien et sympathisant du PPA, c'est avant tout revendiquer sa différence : cela signifie que le parti ne voulait pas de l'assimilation ou ni d'intégration.

## Historique

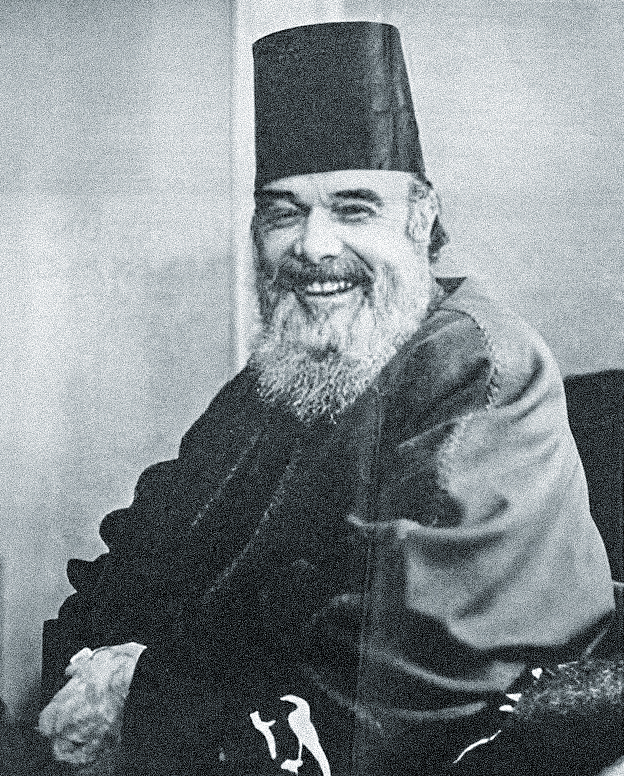
Messali Hadj

Le Parti du peuple algérien (PPA) a été fondé le 11 mars 1937 par Messali Hadj en France, après l'interdiction de l'Étoile nord-africaine (ENA) par le Front populaire au pouvoir à l'époque, pour le motif qu'elle était une menace pour l'autorité de l'État. Ce nouveau parti a maintenu la direction, les structures et les objectifs de l'ENA.
Le 27 octobre 1938, quatre dirigeants du PPA furent arrêtés sous l'inculpation de «menées antifrançaises» et pour reconstitution de ligue dissoute.
Le 2 novembre 1937 à Alger, commence le procès de quatre dirigeants du PPA pour avoir reconstitué une association dissoute en janvier 1937, et pour atteinte à la souveraineté française.
À l'occasion de son procès, Messali lit un texte, — qui selon Le Populaire : journal-revue hebdomadaire de propagande socialiste et internationaliste — précise :

« Notre principale revendication politique est la création d'un parlement algérien, mais non pas sur le modèle de celui qui existe déjà sous la forme de délégations financières et qui constitue un parlement antidémocratique. Nous demandons sa transformation en assemblée algérienne élue au suffrage universel sans distinction de race ni de religion. La France ne doit pas ignorer la véritable situation des Nord-Africains, devant les promesses que le fascisme fait miroiter à leurs yeux. La France du « Front Populaire » va-t-elle s'obstiner à maintenir sa politique actuelle ? Laissera-t-elle le Code de l'indigénat et les lois d’exception continuer à servir contre les autochtones ? Refusera-t-elle toujours les libertés démocratiques au peuple algérien ? Nous n'avons aucun goût ni pour le fascisme ni pour l'impérialisme, mais aimons la liberté, la démocratie et repoussons de toutes nos forces toutes servitudes et toutes pressions. »

Pour Messali, l’Étoile nord-africaine se distingue du PPA par sa demande d'indépendance totale de l'Algérie, alors que le parti du « Peuple algérien » demande l'émancipation du peuple algérien avec la reconnaissance de la souverainetéfrançaise.
À l'accusation d'anti-France, Messali se positionne avec ces paroles :

« Est-ce être anti-français que de demander un Parlement algérien ? Est-ce être anti-français que de demander la même indépendance pour l'Algérie ? Sommes-nous ici chez nous, en Algérie ? Nous travaillons pour notre liberté, avec l'aide de la France. Nous avons notre civilisation, notre religion et nous avons tout pour être un peuple. Nous voulons voir ce pays libre, indépendant, avec le secours de la France. Alors la France pourra compter sur nous et sur l'Islam tout entier. »

En mars 1938, le nombre de leaders du PPA arrêtés est de 10.
Accusé de collusion avec l'Allemagne hitlérienne, le PPA fut interdit à son tour en septembre 1939 et vingt-huit de ses responsables arrêtés le 4 octobre. Il restera constitué dans la clandestinité, étant réactivé en 1940 à la suite de la défaite de juin 1940.
Le 1er mai 1945, le PPA interdit a fait défiler 20 000 manifestants indigènes à Alger. Le parti subit la répression qui suivra le massacre de Sétif en 1945. En 1946, Messali Hadj fut libéré. Il créa en novembre 1946 le Mouvement pour le triomphe des libertés démocratiques (MTLD) dont la fonction fut d’assurer une existence légale au PPA.